# Валкский край
Ва́лкский край (латыш. Valkas novads) — административно-территориальная единица на севере Латвии в области Видземе. Край состоит из 5 волостей и города Валка, который является краевым центром. Граничит с Валмиерским, Смилтенским краями и с эстонским уездом Валгамаа.

## История
Край был образован 1 июля 2009 года из части упразднённого Валкского района. В ходе административно-территориальной реформы Латвии 2021 года территория края не изменилась. Площадь края — 906,8 км².

## Население
Население на 1 января 2010 года составило 10 513 человек.

### Национальный состав
Национальный состав населения края по итогам переписи населения Латвии 2011 года распределён таким образом:
| Национальность | Численность, чел. (2011) | %        |
| -------------- | ------------------------ | -------- |
| Латыши         | 7264                     | 78,12 %  |
| Русские        | 1334                     | 14,35 %  |
| Белорусы       | 211                      | 2,27 %   |
| Украинцы       | 195                      | 2,10 %   |
| Поляки         | 59                       | 0,63 %   |
| Литовцы        | 40                       | 0,43 %   |
| Другие         | 196                      | 2,11 %   |
| всего          | 9299                     | 100,00 % |

## Территориальное деление
- город Валка (латыш. Valkas pilsēta)
- Валкская волость (латыш. Valkas pagasts
- Вийциемская волость (латыш. Vijciema pagasts
- Звартавская волость (латыш. Zvārtavas pagasts
- Каркская волость (латыш. Kārķu pagasts
- Эргемская волость (латыш. Ērģemes pagasts